# Comté de Verchères
Pour les articles homonymes, voir Verchères (homonymie).
Le comté de Verchères était un comté municipal du Québec ayant existé entre 1855 et le début des années 1980. Le territoire qu'il couvrait fait aujourd'hui partie de la région de la Montérégie et est compris dans les MRC de la Vallée-du-Richelieu et Lajemmerais. Son chef-lieu était la ville de Verchères.

## Municipalités situées dans le comté
| Municipalité actuelle       | Ancienne(s) municipalité(s)                         |
| --------------------------- | --------------------------------------------------- |
| Belœil                      | Belœil                                              |
| Calixa-Lavallée             | Sainte-Théodosie                                    |
| Contrecœur                  | Contrecœur                                          |
| McMasterville               | McMasterville                                       |
| Saint-Amable                | Saint-Amable                                        |
| Saint-Antoine-sur-Richelieu | Saint-Antoine-de-Padoue Saint-Antoine-sur-Richelieu |
| Sainte-Julie                | Sainte-Julie                                        |
| Saint-Marc-sur-Richelieu    | Saint-Marc-de-Cournoyer                             |
| Saint-Mathieu-de-Belœil     | Saint-Mathieu-de-Belœil                             |
| Varennes                    | Varennes                                            |
| Verchères                   | Verchères                                           |